# Мухор-Булык
Мухо́р-Булы́к (бур. Мухар булаг — «крайний, тупиковый родник») — деревня в Ольхонском районе Иркутской области. Входит в Еланцынского муниципального образования.

## География
Находится в 9 км к северо-востоку от районного центра — села Еланцы.

## Население
| 2002 | 2010 | 2011 | 2012 |
| ---- | ---- | ---- | ---- |
| 5    | ↘4   | →4   | ↘3   |

По данным Всероссийской переписи, в 2010 году в деревне проживали 4 человека (3 мужчины и 1 женщина).